# Pylocheles
Pylocheles is een geslacht van kreeftachtigen uit de klasse van de Malacostraca (hogere kreeftachtigen).

## Soorten
- Pylocheles agassizi A. Milne-Edwards, 1880
- Pylocheles mortensenii Boas, 1926